# Archimedes Patti
Archimedes L.A. Patti (1913–1998) là cựu sĩ quan tình báo, người đứng đầu phái bộ tiền trạm OSS đến Hà Nội tháng 8 năm 1945 để thực hiện nhiệm vụ giải cứu tù binh và chuẩn bị cho việc giải giới quân Nhật tại Bắc Đông Dương. Thời gian này, ông có những tiếp xúc với Hồ Chí Minh và chứng kiến ngày lễ Độc lập của Việt Nam. Năm 1980, ông cho xuất bản quyển hồi ký "Tại sao Việt Nam?", ghi chép lại những sự kiện chính trị quan trọng và về vai trò của người Mỹ tại Việt Nam trong giai đoạn này.

## Cuộc đời binh nghiệp
Archimedes Patti sinh năm 1913 tại New York. Ông gia nhập quân đội Hoa Kỳ từ năm 1941 và trở thành một sĩ quan bộ binh trên chiến trường châu Âu trong Thế Chiến II. Cuối năm 1944, ông chuyển sang công tác tình báo tại Cục tình báo Chiến lược (OSS - Office of Strategic Services, tiền thân của CIA sau này) và được phân công làm Trưởng ban Đông Dương thuộc Pháp của OSS, hàm Đại úy. Tháng 4 năm 1945, ông sang Côn Minh và có những cuộc tiếp xúc đầu tiên với lãnh tụ của Việt Minh là Hồ Chí Minh. Sau khi Thế chiến kết thúc, ông được thăng hàm Thiếu tá và được cử làm trưởng phái bộ tiền trạm của quân đội Hoa Kỳ, thực hiện nhiệm vụ giải cứu tù binh và chuẩn bị cho việc giải giới quân Nhật tại Bắc Đông Dương.

## Hoạt động tại Việt Nam
Patti đến Hà Nội vào ngày 22 tháng 8 và thực thi nhiệm vụ của mình cho đến ngày 30 tháng 9 năm 1945. Tuy chỉ ở Đông Dương trong 38 ngày nhưng Patti đã kịp chứng kiến những sự kiện chính trị tại đây, khởi đầu cho một cuộc chiến tranh giành độc lập của người Việt Nam đồng thời được tiếp xúc với nhiều lãnh tụ hàng đầu của Việt Minh đang lãnh đạo Việt Nam Dân chủ Cộng hòa cũng như của các đảng phái quốc gia người Việt. Ông là đại diện chính thức cho quân đội Mỹ tại Đông Dương làm việc với các chỉ huy quân sự Nhật, Trung Quốc, Pháp, Anh đang đóng quân ở đây. Chính từ những sự kiện này mà ông đã tập hợp lại thành quyển hồi ký "Why Vietnam?", gây nhiều tranh cãi về vai trò của người Mỹ trong cuộc chiến tranh Việt Nam. Đi cùng ông là sĩ quan tình báo Jean Sainteny, Chỉ huy trưởng Phái đoàn 5 (gọi tắt là MI-5), người đã đại diện chính phủ Pháp ký Hiệp định sơ bộ Pháp-Việt (1946) với đại diện chính phủ Việt Nam Dân chủ Cộng hòa là Hồ Chí Minh cùng Vũ Hồng Khanh. Tuy nhiên, Patti về sau được biết tới là  đóng góp thầm lặng (?!) vào trong việc huấn luyện, phát triển, xây dựng và trang bị vũ khí cho lực lượng quân sự nhỏ này.Quân đội Nhân dân Việt Nam.

## Trở về nước Mỹ
Sau khi về Mỹ, ông được thăng hàm Trung tá và tiếp tục công tác trong quân đội cho đến khi giải ngũ vào năm 1957. Sau đó ông trở thành một chuyên gia về quản lý khủng hoảng tại Văn phòng Kế hoạch khẩn cấp ở Washington, đặc trách xây dựng các kế hoạch tổ chức quản lý quốc gia trong trường hợp có xảy ra tấn công hạt nhân.

## Tại sao Việt Nam: Khúc dạo đầu chim Hải âu của nước Mỹ
Năm 1971, ông nghỉ hưu và về sống tại Florida, viết một cuốn sách và vài bài báo về Việt Nam. Năm 1973, ông bắt đầu thu thập các tài liệu, đến năm 1980, ông đã cho xuất bản quyển hồi ký "Why Vietnam: Prelude to America's Albatross" (Tại sao Việt Nam: Khúc dạo đầu chim Hải âu của nước Mỹ) viết về mối quan hệ của ông với Hồ Chí Minh và những sự kiện liên quan đến ngày lễ Độc lập của Việt Nam ngày 2 tháng 9 năm 1945 cũng như tình hình chính trị Việt Nam mà ông quan sát được trong thời gian ông công tác tại miền Bắc Việt Nam. Đây là một tài liệu lịch sử có giá trị được viết bởi một nhân chứng lịch sử tham gia trực tiếp vào các sự kiện tại Việt Nam, có điều kiện chứng kiến, thu thập thông tin một cách chuyên nghiệp và tiếp xúc với nhiều lãnh đạo của các phe phái chính trị tại Việt Nam cũng như với chỉ huy quân đội các nước Đồng Minh đóng quân tại đây.

## Công lao ghi nhận và gia đình
Do những cống hiến của mình trong cả quân sự lẫn dân sự, ông được chính phủ Hoa Kỳ trao tặng huân chương Ngôi sao Đồng với Nhành sồi.
Ông qua đời ngày 23 tháng 4 năm 1998 tại Winter Park, Florida, thọ 84 tuổi, và được an táng theo nghi thức danh dự của quân đội tại Nghĩa trang Quốc gia Arlington.
Ông lập gia đình với bà Margaret Telford Patti. Hai người có với nhau 2 người con gái là Alexandra Eldridge và Giuliana Scott.